# Ефективност
Ефективността в най-общия смисъл показва отношението на постигнатия резултат спрямо поставената цел. Ефективността е свързана с целесъобразността на действията. Чрез нея се дава отговор на въпроса, дали се вършат „правилните“ неща. Тя не отчита разходите (енергия, труд, финансови средства), а само постигането на целта. Колкото степента на постигане на една цел е по-висока, толкова по-ефективни са действията и мероприятията.
Според легалната дефиниция в българското законодателство (допълнителните разпоредби от Закона за сметната палата) ефективност е степента на постигане на целите при съпоставяне на действителните и очакваните резултати от дейността.
Според ISO 9001:2015 т.3.7.10 ефективността е връзката между постигнатите резултати и използваните ресурси, т.е. отговаря на общоприетото определение за ефикасност в български език.

## Примери
- Целта е да се предотврати възникване на пожар от паднала горяща свещ на килима. Да се угаси свещта с чаша шампанско е ефективно – огънят бива успешно и напълно угасен и опасността от пожар е премахната.
- Целта е възможно най-бързо да се придвижим от точка А до точка Б. Най-ефективният начин е със свръхзвуков самолет. Много ефективно е и със състезателен автомобил. Най-неефективно е пеша.
- Целта е по някакъв начин да се придвижим от точка А до точка Б. Постигането на така зададената цел е еднакво ефективно със свръхзвуков самолет, със спортен автомобил или пеша.

## Разлика между ефективност и ефикасност
При определяне на ефикасността, за разлика от ефективността, се отчитат вложените разходи спрямо постигнатия ефект. Така например гасенето на запалената свещ с чаша вода е също толкова ефективно, колкото и с шампанско (целта е постигната на 100% и в двата случая). Но с вода е по-ефикасно (водата е по-евтина от шампанското, т.е., постига се същият ефект при по-малки разходи). При липса на алтернатива обаче няма да е нито ефективно, нито ефикасно да пожалим шампанското. Килимът ще изгори и щетите ще са по-големи от цената на чаша шампанско.